# Moravské enklávy ve Slezsku

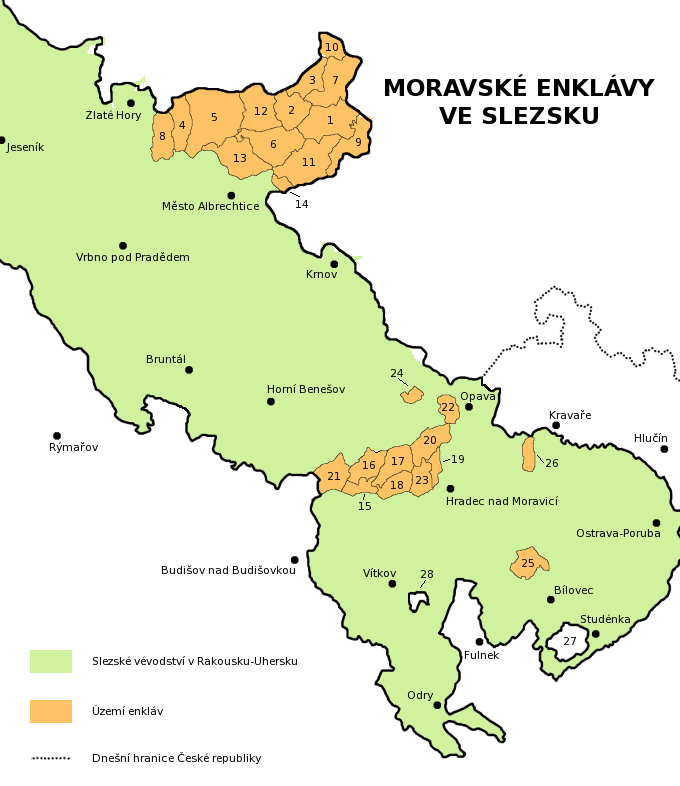
Moravské enklávy ve Slezsku

Moravské enklávy ve Slezsku, dříve též moravské obvody ve Slezsku, je původně označení pro exklávy Moravského markrabství obklopené Slezskem, od roku 1783 označení pro části Moravského markrabství, spravované nadále až do roku 1928 sice slezskými úřady, ale podle moravských zemských zákonů. Jednalo se převážně o moravské exklávy obklopené Slezskem, v jednom případě však šlo o výběžek Moravy. Téměř celé území těchto „enkláv“ je nyní součástí Moravskoslezského kraje, polská část je rozdělena mezi Opolské a Slezské vojvodství.

## Historický vývoj enkláv
Enklávy byly součástí Moravy od roku 1182, kdy vzniklo Moravské markrabství. Součástí Moravy zůstala tato území i po ustavení Opavského vévodství, protože byla majetkem olomouckého biskupství. Všechny enklávy byly původně spravovány v rámci Přerovského kraje. Po válkách o Slezsko přišla roku 1742 Habsburská monarchie mimo jiné o jednu z enkláv – panství Ketř, které Prusko začlenilo do svojí provincie Slezska. Toto panství se pak označovalo jako Pruská Morava. Roku 1783 Josef II. začlenil zbývající enklávy (s výjimkou Butovic, Nového Vrbna a Slatiny) pod krnovský krajský úřad. Pod Krnovský kraj dal zároveň i moravský výběžek v okolí Litultovic, který byl stejně jako enklávy do té doby součástí Přerovského kraje. Od té doby se pak tento výběžek považoval za součást moravských enkláv, což bylo nadále označení pro moravská území spravovaná sice slezskými úřady, ale podle moravských zákonů. Roku 1791 došlo k administrativní změně, kdy byl krajský úřad přesunut do Opavy. Roku 1797 byla k Opavskému kraji připojena i obec Slatina.
V roce 1850 z hlediska daňového byly enklávy podřízeny úřadům c. k. místodržitelství Vévodství Horního a Dolního Slezska v Opavě. Daně však byly odváděny na Moravu, s níž byly enklávy spojeny také po stránce právní (platily zde moravské zemské zákony), daňové (daně zde sice vybíraly slezské úřady, ale odváděly je na Moravu) a volební (tvořily jeden z moravských volebních okresů, který vysílal jednoho poslance do moravského zemského sněmu a jednoho poslance na říšskou radu království a zemí do Vídně). Moravě byla tato území podřízena i v oblasti školství či spolkového života. Ze slezských zemských zákonů zde platily jen zákony o odstřelu zvěře a silniční zákony, vydané pro slezské okresy Opava a Bílovec. Mezi moravským a slezským zemským sněmem se v 19. století konala i jednání o možném plném začlenění enkláv do Slezska. K dohodě však nedošlo.
Tyto enklávy jako specifická správní území zanikly teprve se vznikem země Moravskoslezské 1. prosince 1928, avšak i nadále zde platily původní moravské zemské zákony, pokud nebyly nahrazeny novými zákony. Jedná se o jedinou územní raritu typu enklávy, která zůstala českému státu, na rozdíl od enkláv Českého království v Německu, které existovaly od doby Karla IV. do 19. století.

## Podrobný popis enkláv
Území enkláv se skládalo z následujících celků (čísla odpovídají číslům na mapě):
- Osoblažská enkláva (něm. Hotzenplotzer Ländchen), (celá území bývalých soudních okresů Jindřichov a Osoblaha) bylo největším územím v Enklávách o rozloze 219,32 km² a je dnes výběžkem České republiky do Polska. Patřily k němu tyto obce: (1) Bohušov (též Dolní Povelice, Karlov, Kašnice, Ostrá Hora – dnes části Bohušova), (2) Dívčí Hrad (též Sádek, Životice – dnes části Dívčího hradu), (3) Hlinka, (4) Janov, (5) Jindřichov, (6) Liptaň (též Bučávka, Horní Povelice – dnes části Liptaně), (7) Osoblaha (též Studnice – dnes část Osoblahy), (8) Petrovice, (9) Rusín (včetně Hrozové a Matějovic, ale bez parcely 246/2, která byla původně součástí polského Slezska), (10) Slezské Pavlovice (původně Německé Pavlovice) s výjimkou malého, dříve slezského území mezi Prudnikem a Sádeckým potokem, (11) Slezské Rudoltice (původně Ves Rudoltice a Městys Rudoltice) (též Koberno, Nový les, Pelhřimovy, Víno – dnes části Slezských Rudoltic) a (12) Vysoká (též Bartultovice, Pitárné – dnes části Vysoké); dále pak katastrální území (13) Třemešná a Damašek (dnes část obce Třemešná ale bez katastrálního území Rudíkovy) a (14) Piskořov (dnes část Města Albrechtice). Historickou součástí Osoblažska jsou i některé pozemky, které byly roku 1959 předány Polsku výměnou za jiné.

- Moravský výběžek v okolí Litultovic a Životic, zasahující až na současné území statutárního města Opavy. Tato část měla rozlohu 72,01 km². Jedná se o obce (15) Lhotka u Litultovic, (16) Litultovice (s výjimkou Choltic, které nebyly součástí původního katastru Litultovic), (17) Dolní Životice (též Hertice – dnes část Dolních Životic), (18) Mikolajice, (19) Uhlířov, (20) Slavkov, a o katastrální území (21) Deštné (dnes část obce Jakartovice), (22) Jaktař (dnes část statutárního města Opavy) a (23) Štáblovice (dnes součást obce Štáblovice).

- Katastrální území (24) Vlaštovičky ve svých původních hranicích (dnes především součást opavské městské části Vlaštovičky s drobným přesahem do katastrálního území Neplachovice). Tato enkláva měla rozlohu 2,5056 km².

- Území obce (25) Slatina ve svých původních hranicích. Součástí tedy byly i osady Ohrada (dnes část obce Bílovec) a Karlovice (dnes část obce Tísek). Tato enkláva měřila 2,51 km².

- (26) Suché Lazce ve svých původních hranicích. Součástí tedy byl například Kravařov (dnes součástí katastrálního území Komárova u Opavy), dále malá část parcely číslo 459/1 v katastrálním území obce Štítiny. Naopak součástí nebyla většina Přerovce. Tato enkláva měřila 5,22 km².

- Další enklávou bylo Ketřské panství (mimo mapu), od roku 1742 součást Pruského Slezska jako tzv. Pruská Morava; dnes rozděleno mezi vojvodství Opolské a Slezské. Kromě Ketře zahrnovalo Kněžpole (Księże Pole), Kozlůvky (Kozłówki), Langov (Langowo), Tlustomosty (Tłustomosty), okolí Státního statku Krotoszyn (PGR Krotoszyn) a dvě třetiny[5] Velkých Petrovic (Pietrowice Wielkie).

Rakouská část enkláv měla rozlohu 308,26 km².
K enklávám se od roku 1783 nepočítala katastrální území (27) Butovice a (28) Nové Vrbno, která sice byla obklopena slezským územím, nicméně až do roku 1948 byla spravována v rámci moravského politického okresu Nový Jičín.

## Administrativní začlenění enkláv
Po administrativní stránce byla území enkláv od roku 1868 rozdělena mezi následující politické okresy:
- Politický okres Krnov, soudní okresy Jindřichov a Osoblaha: Osoblažská enkláva
- Politický a soudní okres Opava: Vlaštovičky, Suché Lazce a moravský výběžek s Litultovicemi, Životicemi, Jaktaří a dalšími vesnicemi
- Politický a soudní okres Bílovec: Slatina
- Okres Hlubčice od roku 1743: Ketřská enkláva
- Okres Ratiboř od roku 1818: Velké Petrovice z Ketřské enklávy

## Zobrazení enkláv v mapách
V celé řadě historických map není hranice těchto enkláv zakreslena vůbec a enklávy jsou tak zobrazeny jako součásti Slezska. Avšak několik map, v nichž jsou zakresleny, existuje – například mapa Moravy a Slezska od Václava Plesingera z roku 1880.